# Biliardo

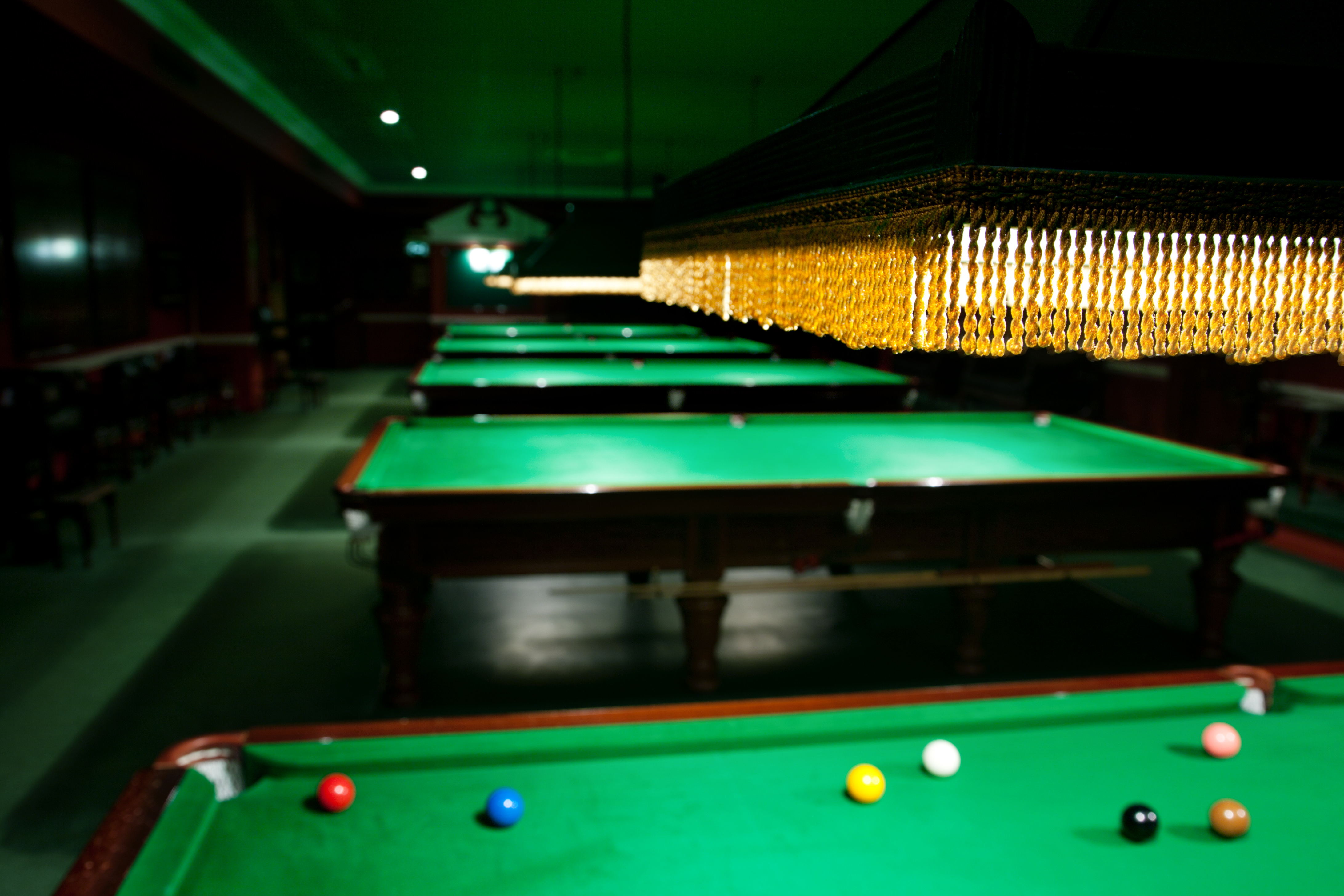
Una sala da biliardo a Londra

Il biliardo, meno comunemente bigliardo, è un gioco di origini molto antiche, che oggi è corretto definire disciplina sportiva a tutti gli effetti con l'organizzazione di tornei internazionali e campionati del mondo per singola specialità.
Il gioco è svolto in un campo rettangolare circondato da sponde e la cui superficie è ricoperta da un caratteristico panno morbido. Si gioca utilizzando delle bocce sferiche dette bilie o biglie. Le bilie sono mosse tramite l'uso di un'asta denominata stecca ed hanno tutte lo stesso peso compreso tra i 210 grammi e 215 (in una partita ufficiale le palline devono essere pesate nella stessa maniera con lo stesso peso), oppure sono lanciate con le mani (nella variante chiamata boccette).

## Storia

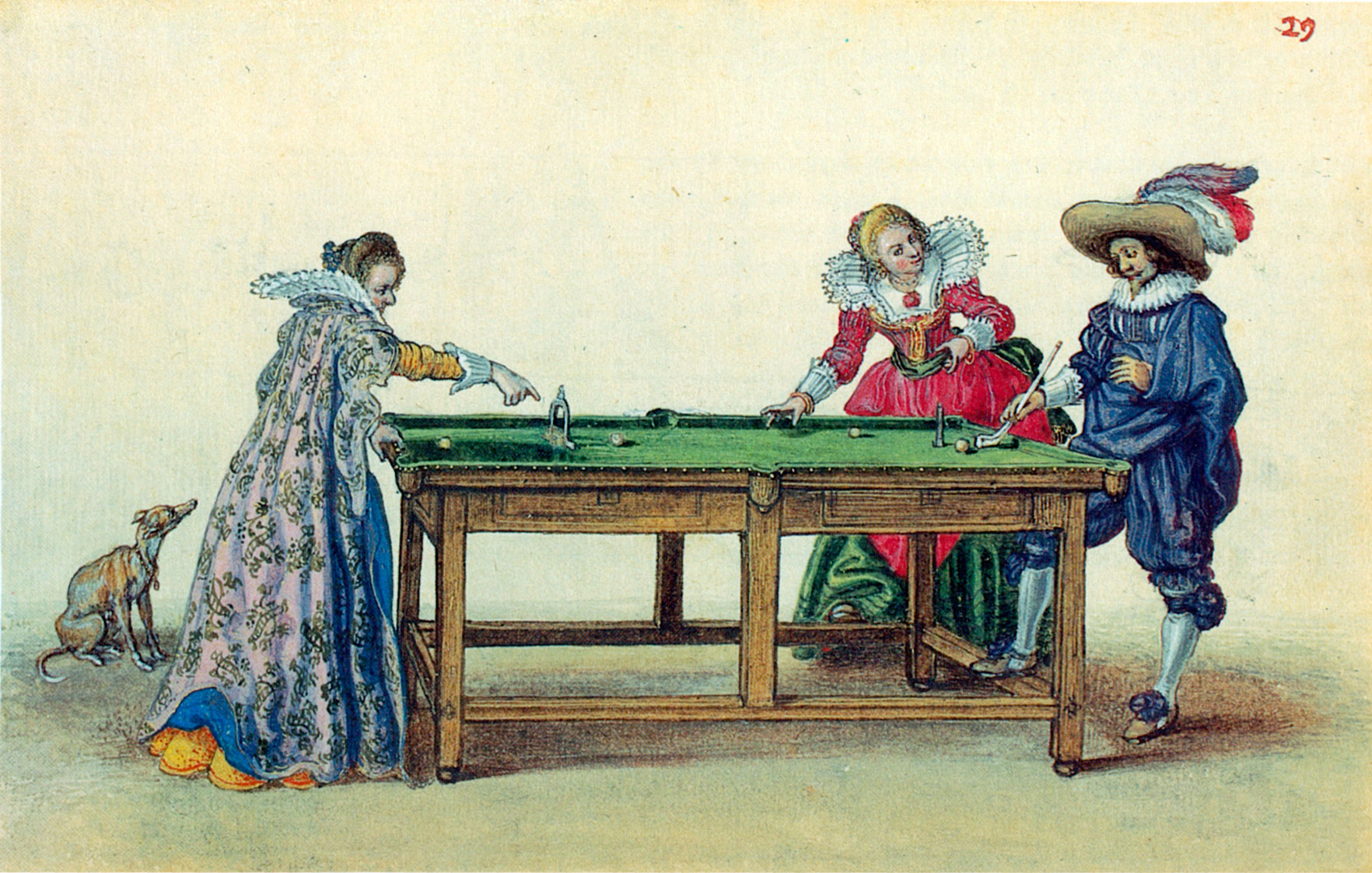
Il biliardo nel 1620 veniva giocato con una porta, uno spillo, buche e mazze.

Il primo tavolo da biliardo di cui si ha notizia è quello ordinato da Luigi XI, sovrano di Francia, nel 1470.
Le origini di un gioco imperniato sullo scivolamento controllato di biglie sferiche su un piano liscio e orizzontale sono da taluni individuate in giochi della remota antichità, sebbene per trovare buone rassomiglianze col gioco attuale si debba attendere il XV secolo, quando in Francia comincia a diffondersi un tipo di tavolo (derivato da quello per il gioco del Bagatelle) adatto per un gioco assai simile a quello chiamato carambola.
La diffusione continentale fu alquanto rapida, e parallelamente in Inghilterra (dove presumibilmente erano giunte notizie sulle proporzioni dei tavoli, ma non sulle misure) si cominciò a lavorare su tavoli molto grandi, che poi avrebbero ospitato il gioco dello snooker.
Curiosamente, il gioco ebbe pronto successo tanto fra le classi elevate che fra quelle popolari. Ad esempio, mentre la specialità di gioco all'italiana a cinque birilli fu praticato nelle corti aristocratiche, specialmente presso i Borbone, la specialità denominata goriziana, come l'etimo suggerisce, nacque in zone di contado e fu subito gioco di popolo. Anche tra le gerarchie ecclesiastiche non mancarono appassionati, visto che, ad esempio, il Legato Pontificio di Forlì, negli anni Venti dell'Ottocento, si fece appositamente costruire un biliardo da un artigiano locale.
Il materiale con cui preferibilmente venivano realizzate le bilie era l'avorio ma progressivamente esso fu abbandonato, a causa del suo alto costo e della sua scarsa qualità, e sostituito con la resina artificiale.
Il gioco ebbe largo seguito anche nel continente americano, dove nacquero nel primo Novecento, anche grazie alle possibilità tecnologiche, le biglie colorate e numerate. Queste biglie generarono varianti di gioco molto diverse (le principali sono circa una dozzina), tutte riferite a tavoli con buche allargate. Per questa ragione i tavoli con buche allargate sono anche detti "a buche americane".

## I tavoli
Il tavolo da biliardo è un rettangolo generalmente in proporzione 2x1, cioè il cui lato lungo misura il doppio della lunghezza del lato corto, ma vi sono anche eccezioni.
Le buche, per i tavoli che ne sono provvisti, sono in numero di 6: quattro agli angoli e due al centro delle sponde lunghe. Tuttavia esistono dei modelli degli antichi tavoli a buche strette che hanno solo quattro buche agli angoli.
Il piano di gioco è costituito da grosse lastre di ardesia (il materiale di cui sono costituite anche le comuni lavagne scolastiche). La superficie del piano di gioco e delle sponde è costituita da un morbido panno, solitamente verde. Oltre a dover essere perfettamente in bolla (cioè perfettamente orizzontale) e pulito, il tavolo deve avere le sponde di un'elasticità ottimale, tale da:
1) restituire nel tiro "pulito" (cioè privo di effetti) un angolo di uscita perfettamente simmetrico all'angolo di entrata (intendendosi per entrata e uscita le traiettorie con cui la palla colpisce la sponda e con cui ne viene respinta), anche se, nella reale pratica, il rimbalzo sulla sponda, dovendo obbedire alle leggi della fisica, non sarà mai perfettamente simmetrico, ma l'angolo d'uscita sarà sempre un po' più aperto di quello d'entrata, apertura che aumenterà proporzionalmente all'aumento (allargamento) dell'angolo d'entrata, e
2) "reggere" gli effetti, ovvero le sponde devono produrre una traiettoria di uscita conforme all'incremento di rotazione assiale conferito alla palla.
Le dimensioni possono variare di molto, a seconda delle locali tradizioni e consuetudini. Il più grande è il tavolo inglese per lo snooker.
Nella produzione moderna, a partire dalla fine degli anni sessanta, il tavolo è talvolta riscaldato elettricamente allo scopo di mitigare l'umidità e diminuire l'attrito del panno. Ciò consente traiettorie regolari e una maggiore percorrenza delle biglie.
Il panno che ricopre il piano e le sponde è generalmente di colore verde, ma sono diffusi nel mondo tavoli con panno blu o rosso. Anche il panno può influire sulla scorrevolezza e traiettoria delle biglie. Le competizioni ufficiali si giocano sempre su biliardi con panno nuovo.
Si distinguono tre tipi principali di tavolo:

### Biliardo senza buche
Detto anche "biliardo internazionale", viene anche usato, assieme al biliardo tradizionale italiano (284cm di lunghezza, con sei buche e sponde tamburate) per giocare a tutte le specialità di biliardo all'italiana, che prevedono l'uso di un numero ridotto di biglie. I tavoli da biliardo senza buche sono dotati quasi sempre di superficie riscaldata. Le dimensioni sono generalmente 284 x 142 cm per i tavoli più grandi, ma ci sono anche delle dimensioni ridotte.

### Biliardo con buche larghe

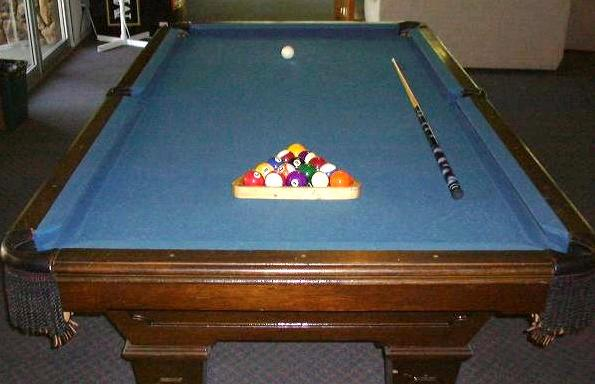
Un biliardo a buche larghe (o all'americana) completo di biglie, biglia battente, triangolo e stecca

Diffuso in tutto il mondo, il tavolo da biliardo a buche larghe è adatto per giocare a tutte le specialità di biliardo americano ("pool"). Le dimensioni variano da 200 x 100 cm (7 ft); 224 x 112 cm (8 ft); a 254 x 127 cm (9 ft) di superficie di gioco. Alcuni tavoli sono dotati di "rientro di biglia", ovvero quando una biglia viene imbucata, questa ritorna in un punto preciso nel lato del tavolo attraverso dei canali interni. Altri modelli hanno semplicemente un vaso di raccolta, mentre i modelli più tradizionali hanno una rete in pelle rigida. Per le sale biliardo non professionali si allestiscono biliardi di altre misure, ma pur sempre di buona qualità.

### Biliardo con buche strette
È il biliardo tradizionale italiano, dove vengono giocate le specialità italiane biliardo italiano. Le dimensioni sono 284cm per l'uso a stecca e fra 260 e 270cm per le boccette. Le buche sono dotate di un'apertura esterna, generalmente in metallo, che si apre quando la biglia vi cade in modo da consentirne l'estrazione. I lumi delle buche sono protetti da maschere di plastica per evitare che le bilie si scalfiscano.
Per giocare allo snooker e alla piramide russa si usa un altro tipo di tavolo con buche strette, le cui dimensioni massime sono 366x183 cm (questo è inoltre il più grande tavolo da biliardo). Le buche sono dotate di una rete in fibra di cotone o di altri tessuti anziché di un vasetto di raccolta o del rientro di biglia interno come il tavolo da pool; inoltre, questo tavolo è caratterizzato da una copertura in pelle bianca o color avorio che poggia sul legno a ricoprire il lume della buca, e da un panno verde brillante. Alcuni modelli, a causa delle dimensioni ridotte delle buche, hanno un punto di raccolta in metallo per raccogliere più bilie alla volta.

### Biliardo da casa o trasformabile
Un tavolo adatto ad essere tenuto in casa, trasformabile in tavola da pranzo mettendovi sopra dei pannelli in legno o in altro materiale. Non ha dimensioni specifiche e al posto dell'ardesia viene talvolta usato il legno. Non si usa professionalmente per disputare partite vere di biliardo, ma generalmente è solo un tavolo adatto per lo svago.

## Il gioco

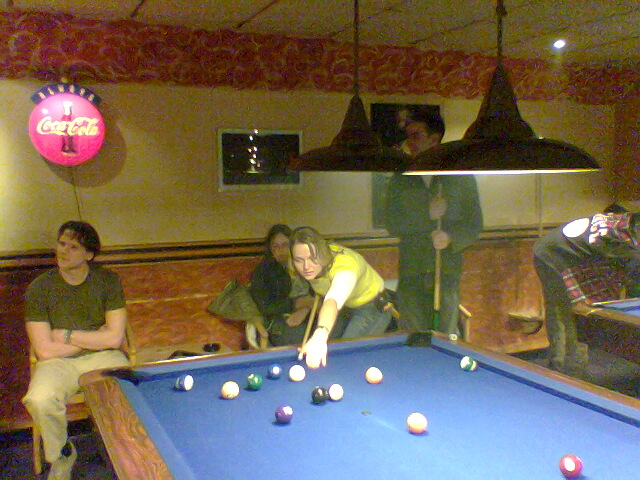
Una partita di biliardo (palla 8) in un pub di Groningen

A seconda del tipo di gioco, le biglie possono essere colpite con le stecche, di vario materiale (al tradizionale legno oggi sono preferiti materiali quali le leghe metalliche a base di alluminio o la fibra di carbonio o il kevlar), o, in una particolare specialità, lanciate a mano.
Per il rispetto delle regole e il conteggio dei punti, i giocatori possono avvalersi di un giudice, sempre presente in competizioni ufficiali. I giocatori possono utilizzare un supporto particolare (rest o rastrello) per appoggiare la punta della stecca in condizioni poco favorevoli al posizionamento della mano d'appoggio. Per evitare di colpire malamente la biglia con la punta della stecca (di qui i due termini utilizzati nel linguaggio comune steccacciare e, più diffuso, steccare, ossia sbagliare il tiro) e avere un impatto preciso e corretto, si utilizza del gesso. Il gesso impregna un cappuccio di cuoio morbido (detto 'girello') che costituisce la punta della stecca e così lo rende non scivoloso.
L'uso del girello consente di colpire con precisione e forza la biglia battente (sovente di colore bianco) all'esterno del punto mediano fornendole così una rotazione in grado di:
1. alterare la traiettoria (angolo di impatto e di uscita) della bilia quando essa viene a contatto con il panno della sponda del tavolo;
2. trasferire una parte di rotazione della bilia battente alla bilia colpita per meglio ottenere il risultato voluto.

### Biliardo senza birilli e senza pallino
Senza birilli e senza pallino è possibile il gioco detto Carolina.

## Le specialità di biliardo
Al biliardo possono essere giocati molti giochi a seconda del tipo di tavolo, del numero di biglie e/o birilli, delle regole e del conteggio dei punti e dello scopo finale. Tra questi:
Biliardo francese o da carambola
- Carambola classica
  - 3 sponde
  - 2 sponde
  - 1 sponda
  - Libera
  - Quadro
  - Artistica
- Carambola a 4 palle
  - Yotsudama
  - Carambola decimale

Biliardo all'italiana
- 5 birilli
- Goriziana (9 birilli)
  - Goriziana "tutti doppi"
  - Goriziana "filotto"
- Boccette 5 birilli
- Boccette/Goriziana

Biliardo di tipo americano, o "Pool"
- Palla 15
  - Palla 10
  - Palla 9
  - Palla 7
- Palla 8
  - Pool continuo
  - Pool Shanghai
  - Pool diretto

Biliardo di tipo russo
- Piramide russa

Biliardo di tipo britannico
- Snooker
- Pool inglese
- Billiards o Biliardo inglese

## Media
La spettacolarità del biliardo e il suo alone di gioco "da bar" e "da scommesse" sono argomenti sempre efficaci a livello mediatico. Di conseguenza, le sale da biliardo sono state spesso usate per ambientazioni scenografiche nel cinema e in televisione. Tuttavia, i più rilevanti avvenimenti agonistici di biliardo sono ormai ripresi anche dalla tv.

### Al cinema
Il gioco del biliardo fu utilizzato in vari film. Fra essi sono notevoli la pellicola drammatica del 1961 Lo spaccone (The Hustler), interpretato da Paul Newman e Jackie Gleason, e il suo sequel del 1986, la commedia Il colore dei soldi, in cui l'attore Paul Newman tornò ad interpretare il personaggio di Eddy lo Svelto: Eddy pensa di insegnare a un talentuoso ma impulsivo ragazzotto (Tom Cruise) l'"arte" di guadagnare soldi col biliardo.
In campo italiano, è celebre la partita a biliardo tra il ragioniere Ugo Fantozzi (Paolo Villaggio) e il Direttore Cavalier Conte Diego Catellani, nel film Fantozzi del 1975.
L'attore e regista toscano Francesco Nuti ha dedicato al biliardo (di cui fu buon giocatore e grande appassionato) la trama di alcuni suoi film:
- Io, Chiara e lo Scuro (1982);
- Casablanca, Casablanca (1985);
- Il signor Quindicipalle (1998).

### Televisione
La Rai dedica ai Campionati Italiani di Biliardo 5 birilli il canale Rai Sport e Rai Sport + HD.

### Musica
Giorgio Gaber dedica una canzone alla quotidianità e alle sere al bar. Il ritornello della sua canzone Il Riccardo dice
Angelo Branduardi dedica una canzone ai giocatori: Il giocatore di biliardo.

## Modi di dire
Un'espressione, ormai comune nel linguaggio popolare e mutuata dall'ambiente del biliardo con la stecca, è la frase "calma e gesso": durante una partita è necessario tenere sotto controllo la tensione nervosa ed è necessario assicurarsi di aver correttamente preparato lo strumento di gioco. In analogia quando si parla, si agisce o si prendono decisioni bisognerebbe farlo a mente fredda e avendo preparato tutto quel serve, informazioni o oggetti che siano. 
Si usa anche l'espressione "giocare di sponda", quando si utilizza un compagno o in genere un appoggio per superare un ostacolo.
Altre frasi mutuate dal gioco del biliardo sono: "fare filotto"; "prendere una stecca"; "mandare in buca".
Frequente è l'espressione di acchito o di primo acchito che significa "subito", "al primo colpo". Il termine "acchito" indica infatti la posizione della palla all'inizio del gioco del biliardo.